# HandMade Films
Pour les articles homonymes, voir HMF.
 (novembre 2017).
Si vous disposez d'ouvrages ou d'articles de référence ou si vous connaissez des sites web de qualité traitant du thème abordé ici, merci de compléter l'article en donnant les références utiles à sa vérifiabilité et en les liant à la section « Notes et références ».
HandMade Films (HMF) est une société de production de cinéma qui a été créée par George Harrison et Denis O'Brien (en) en 1979.

## Historique
HandMade Films est une société de production et distribution britannique fondée en 1978 par George Harrison avec son partenaire financier de l'époque, Denis O'Brien. À l’origine, la société fut créée afin d'achever le tournage de La Vie de Brian, que l'ex-beatle voulait voir, en levant 2 millions de livres ; les financiers d'origine s'étant retirés en raison de son contenu satirique qui parodiait l'époque de Jésus Christ. Eric Idle, un des membres de la troupe d'humoristes, dit plus tard que Harrison a acheté le billet de cinéma le plus cher de l'histoire. Bien que la société ait été constituée dans la seule intention de financer ce film, Harrison et O'Brien achèteront les droits de distribution de Du sang sur la Tamise (The Long Good Friday) de John Mackenzie, qui avait été confronté à différentes difficultés financières et artistiques avec ses producteurs originaux.

## À l'origine du renouvellement du cinéma britannique
George Harrison, produisit une série de comédies et de drames réalistes comme Withnail et moi (Withnail and I, 1987) de Bruce Robinson ou encore Mona Lisa en 1986 (qui obtient une récompense au festival de Cannes la même année) qui allaient se révéler populaires au niveau international et qui, depuis, ont acquis un statut de films culte. Par contre, le film Shanghai Surprise avec Sean Penn et Madonna a été un échec critique et commercial.
Très impliqué dans sa société, Harrison dû vendre sa société à une compagnie canadienne, Paragon Entertainment en 1994, à la suite de difficultés financières.

## L'héritage
Des films comme Bandits, bandits et Brazil donnèrent par ailleurs aux techniciens d’effets spéciaux et directeurs artistiques britanniques la réputation de pouvoir concevoir des effets visuels efficaces pour un coût bien moins élevé que leur concurrents américains, une réputation qui continuera tout au long des années 1990 et jusqu'au XXIe siècle avec les James Bond, Gladiator en passant par la série des Harry Potter.

## Filmographie sélective
- 1979 : La Vie de Brian
- 1980 : Du sang sur la Tamise (The Long Good Friday)
- 1981 : Bandits, bandits (Time Bandits)
- 1981 : Carnage (The Burning)
- 1982 : Monty Python à Hollywood (Monty Python Live at the Hollywood Bowl)
- 1982 : Drôle de missionnaire (The Missionary)
- 1984 : Porc royal (A Private Function)
- 1982 : Venin (Venom)
- 1985 : Ouragan sur l'eau plate (Water)
- 1986 : Shanghai Surprise
- 1986 : Mona Lisa
- 1987 : Withnail et moi (Withnail and I)
- 1987 : Bellman and True
- 1987 : The Lonely Passion of Judith Hearne
- 1988 : Track 29
- 1988 : Five Corners
- 1989 : Tête à tête (How to Get Ahead in Advertising)
- 1989 : Powwow Highway
- 1998 : Arnaques, Crimes et Botanique (Lock, Stock and Two Smoking Barrels)
- 2006 : Éloïse, c'est moi (Eloise: The Animated Series)
- 2008 : La Guerre de l'ombre (Fifty Dead Men Walking)
- 2009 : Cracks
- 2010 : Manolete
- 2010 : Planète 51 (Planet 51)
- 2010 : 127 Heures (127 Hours)